# Oblast de Perm
Pour les articles homonymes, voir Perm (homonymie).
L’oblast de Perm (en russe : Пе́рмская о́бласть, Perm oblast) est une division administrative de la RSFS de Russie, en Union soviétique, puis un sujet fédéral de la fédération de Russie. Créé en 1938, elle fusionna en 2005 avec le district autonome de Komi-permiak pour donner naissance au kraï de Perm.

## Géographie
Il couvre une superficie de 160 600 km² et comptait 2 819 421 habitants lors du recensement de 2002
Avant la fusion, les oblasts et républiques voisins étaient la République des Komis, l'oblast de Sverdlovsk, la République du Bachkirie, la République d'Oudmourtie et l'oblast de Kirov.

## Histoire
De 1940 à 1957, il est nommé oblast de Molotov en l'honneur de Viatcheslav Molotov.
En 2003, un référendum concernant la possibilité d'une fusion avec le district Komi-permiak est organisé au sein des deux entités administratives. La majorité des votants du district et de l'oblast se prononce en faveur de la fusion des deux régions en une seule entité fédérale. La conséquence directe de ce vote est que le 1er décembre 2005, l'oblast fusionne avec le district autonome de Komi-Permiak pour former la nouvelle région du kraï de Perm.